# Flüehler
Flüehler ist ein Schweizer Familienname.

## Herkunft und Bedeutung
Der Name Flüehler ist ein Wohnstättenname, entstanden aus dem Toponym Fluh, auch Flüh und alemannisch Flue, auch Flüe oder Flüeh.